# Betty Holberton
Frances Elizabeth "Betty" Holberton, nata Frances Elizabeth Snyder (Filadelfia, 7 marzo 1917 – Rockville, 8 dicembre 2001), è stata una programmatrice statunitense. Nello specifico è stata una delle sei prime donne programmatrici di ENIAC, il primo computer digitale generalista, ed è stata anche l'inventrice dei breakpoint nel debugging.

## Biografia

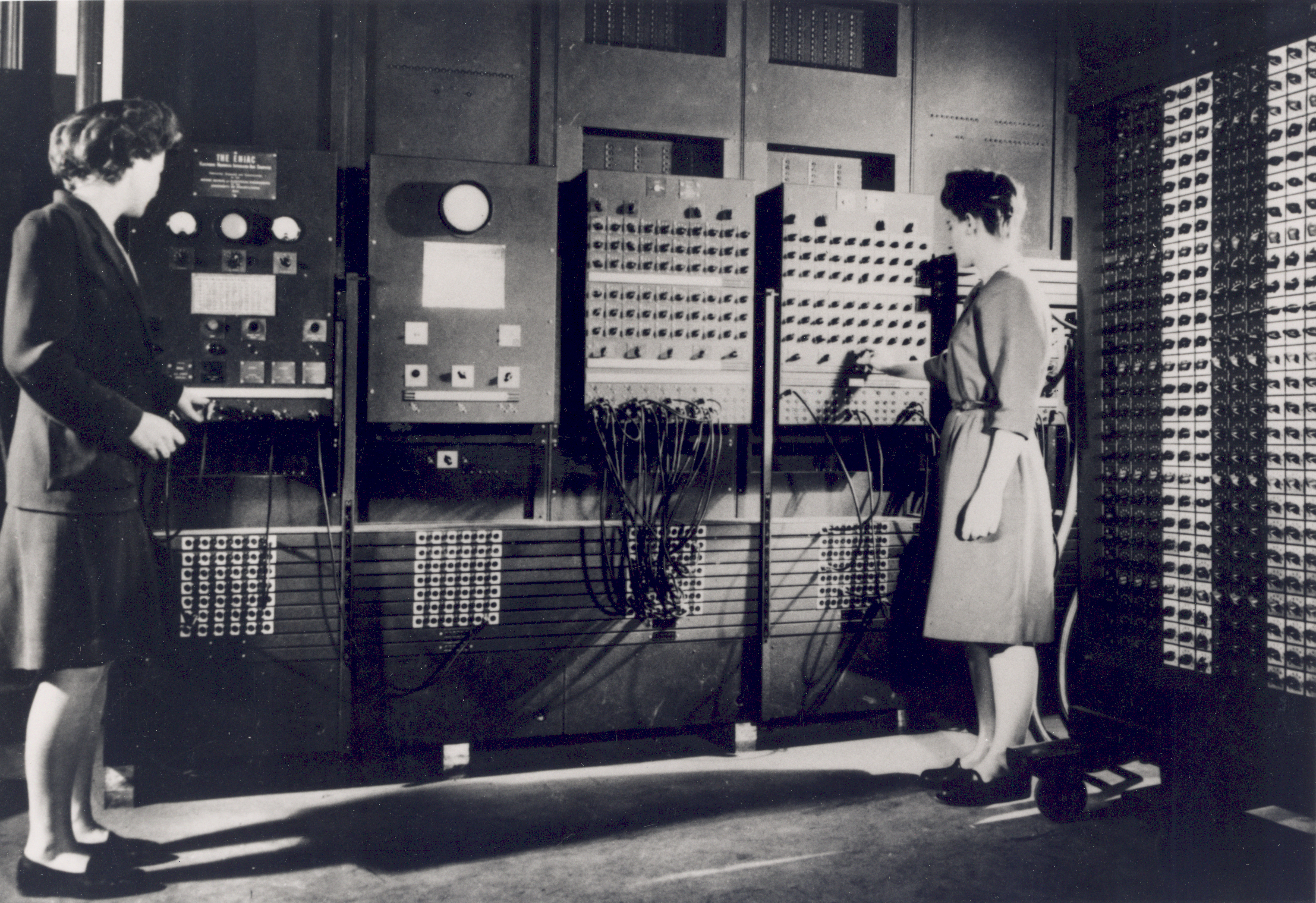
Le programmatrici Betty Jean Jennings (a sinistra) e Fran Bilas (a destra) mentre operano sul pannello principale di controllo dell'ENIAC.

Frances Elizabeth Snyder nasce a Filadelfia nel 1917. Nei suoi primi anni universitari, alla University of Pennsylvania, il professore di matematica della Holberton le chiese se non fosse meglio che stesse a casa ad accudire e crescere i bambini. Ciononostante la Holberton decide di studiare giornalismo perché le avrebbe permesso di viaggiare molto lontano. Il giornalismo fu anche uno dei pochi campi aperti alle donne negli anni quaranta.

### Carriera

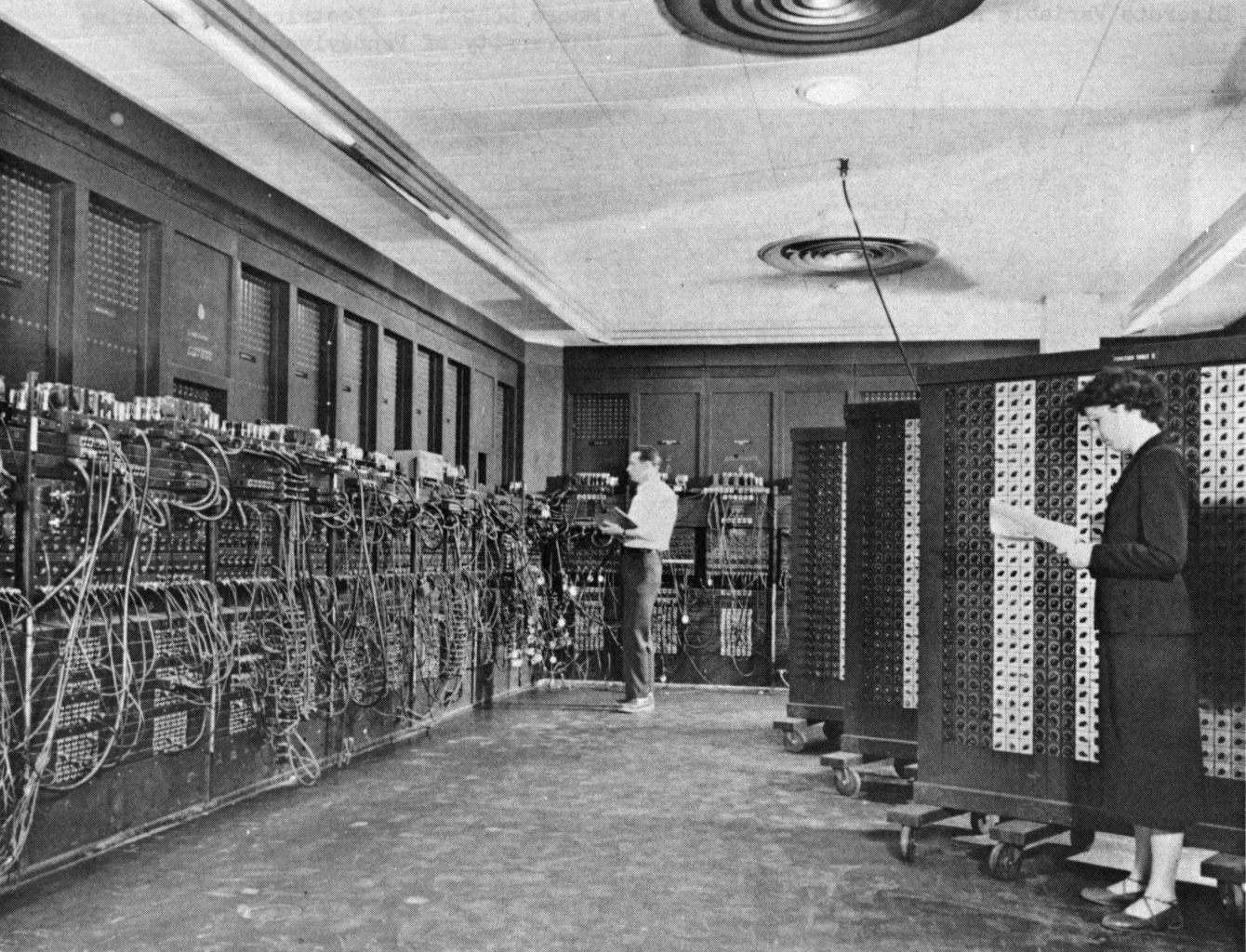
Betty Holberton (right foreground) programming the ENIAC computer in Philadelphia, Pennsylvania, BRL building 328 (anni quaranta/cinquanta)

Durante la Seconda guerra mondiale, mentre gli uomini stavano combattendo, l'esercito statunitense aveva bisogno di donne che fossero in grado di calcolare le traiettorie balistiche. La Holberton fu assunta alla Moore School of Engineering per lavorare come "computer" (computatrice), ovvero persona che svolgeva i calcoli, e fu presto scelta come una delle sei donne che dovevano programmare ENIAC. Classificata come assieme a  Kay McNulty, Marlyn Wescoff, Ruth Lichterman, Betty Jean Jennings, e Fran Bilas, programmò ENIAC per svolgere elettronicamente i calcoli delle traiettorie balistiche per il BRL, Ballistic Research Laboratory, dell'esercito degli Stati Uniti. Il loro lavoro su ENIAC ha fatto guadagnare a ciascuna un posto nella Women in Technology International.  All'inizio alle donne era consentito lavorare solo con progetti cartacei e schemi elettrici da usare per la programmazione del computer ENIAC che fu inaugurato il 15 febbraio del 1946 alla University of Pennsylvania e costò circa 487.000 dollari. Durante il periodo in cui lavorò su ENIAC, ebbe molte idee produttive, che sorgevano di notte, tanto da portare le altre programmatrici a scherzare su di lei dicendo che "risolveva più problemi lei durante il sonno che altre persone da sveglie."
Dopo la seconda guerra mondiale, la Holberton lavorò al Remington Rand e al National Bureau of Standards. Fu il capo del settore delle Ricerche nella Programmazione, laboratorio di Matematica Applicate al David Taylor Model Basin nel 1959. Aiutò a sviluppare UNIVAC, progettando pannelli di controllo che posizionano il tastierino numerico accanto alla tastiera e portando gli ingegneri a sostituire l'esterno nero di UNIVAC con il tono grigio-beige che è diventato il colore universale dei computer.
Fu tra coloro che scrisse il primo sistema generativo di programmazione (SORT/MERGE), inoltre usò un mazzo di carte da gioco per sviluppare l'albero decisionale per la funzione di ordinamento binario; scrisse il codice per impiegare un gruppo di dieci unità nastro per leggere e scrivere i dati, come necessario durante il processo e scrisse anche il primo pacchetto di analisi statistica, utilizzato per il censimento degli Stati Uniti del 1950.
Nel 1953 divenne supervisore della programmazione avanzata in una parte del Navy’s Applied Math lab nel Maryland, dove rimase fino al 1966. Holberton collaborò con John Mauchly allo sviluppo del set di istruzioni C-10 BINAC, considerato il prototipo di tutti i linguaggi di programmazione moderni. Partecipò anche allo sviluppo dei primi standard per il linguaggio COBOL e  FORTRAN con Grace Hopper. In seguito, all'interno del National Bureau of Standards, fu molto attiva nelle prime due revisioni dello standard del linguaggio Fortran ("FORTRAN 77" and "Fortran 90").

### Morte
Morì nel 2001 (8 dicembre) a Rockville (Maryland), all'età di 84 anni, a causa di un disturbo cardiaco, diabete e complicazioni dovute ad un ictus avuto diversi anni prima. Sopravvisse al proprio marito John Vaughn Holberton e alle figlie Pamela e Priscilla.

## Premi
Nel 1997 fu l'unica donna, delle sei originali che programmarono ENIAC, a ricevere il premio Augusta Ada Lovelace Award, il più importante premio dato dalla Associazione "Women in Computing". Sempre nel 1997, ricevette il premio IEEE Computer Pioneer Award da parte del IEEE Computer Society per aver sviluppato il generatore sort-merge che "inspirò la prima idea di compilazione".

## Eredità
La Holberton School è una scuola per ingegneri del software a San Francisco fondata in suo onore nel 2015.